# Farrodes yungaensis
Farrodes yungaensis is een haft uit de familie Leptophlebiidae. De wetenschappelijke naam van de soort is voor het eerst geldig gepubliceerd in 1987 door Domínguez & Savage.